# PGC 2501974
LEDA/PGC 2501974 ist eine Galaxie im Sternbild Großer Bär am Nordsternhimmel, die schätzungsweise 1,7 Milliarden Lichtjahre von der Milchstraße entfernt ist. 